# Sinologia
|  | No s'ha de confondre amb Cinologia. |

Sinologia o estudis xinesos és la disciplina acadèmica que s'ocupa de l'estudi de la Xina i altres afers relacionats amb el país. No obstant això, en el context acadèmic d'Amèrica, més estrictament es refereix a l'estudi dels clàssics de llengua i literatura, i l'enfocament filològic. El seu origen, segons una enquesta recent, "pot atribuir-se a l'examen que els estudiosos xinesos feren de sa pròpia civilització".
Etimològicament, sino -es deriva del sinae llatí ("el xinès"), l'origen és discutible.
En el context de l'àrea d'estudis, la comunitat europea i l'americana tenen usos diferents. A Europa, sinologia generalment és conegut com els estudis xinesos mentre que als Estats Units Sinologia és un subcamp d'estudis xinesos.